# ABJ. Architekten
abj Architekt:innen GmbH, ist ein deutsches Architekturbüro aus Hamburg-Altona.

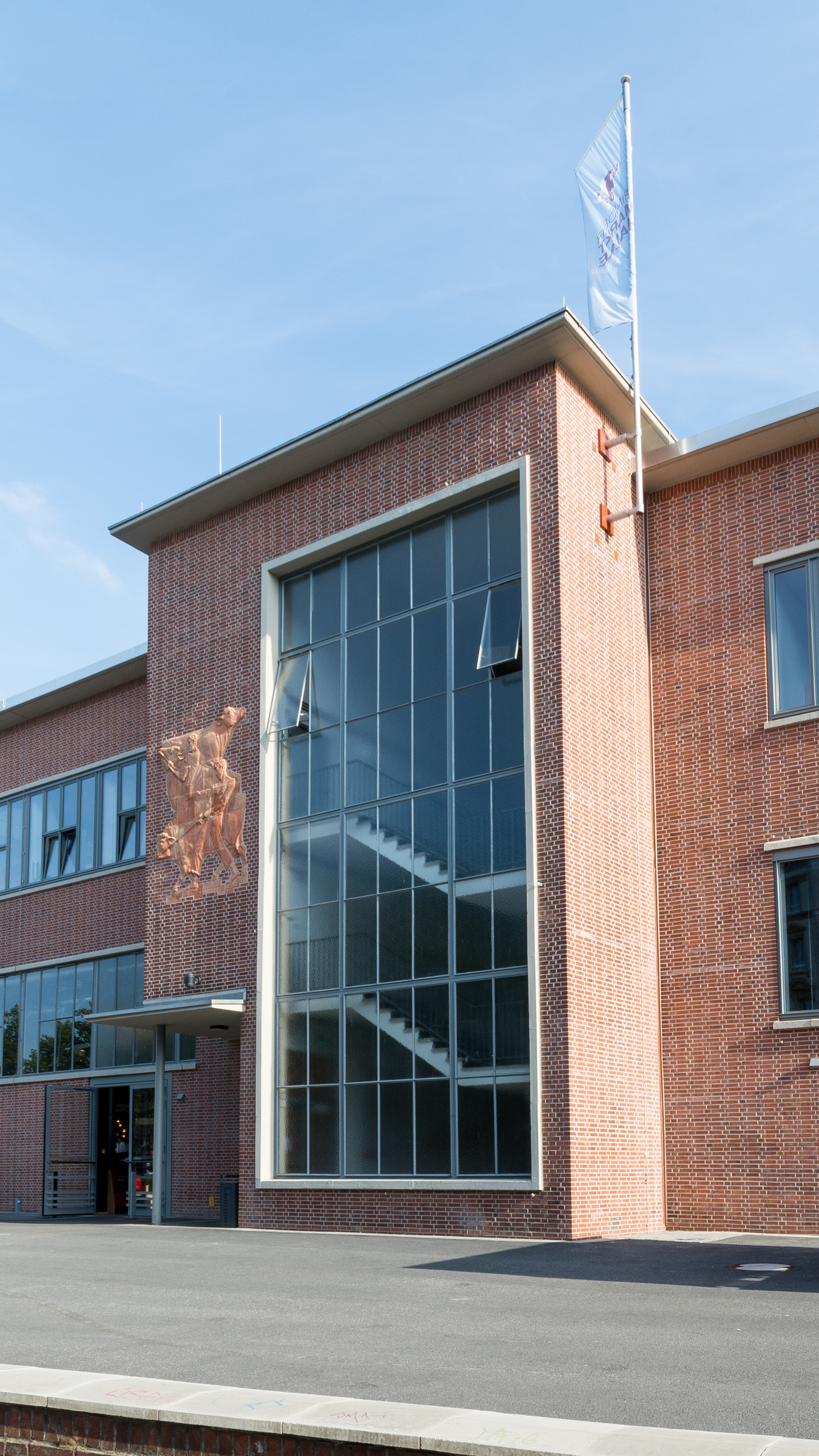
Rindermarkthalle in St. Pauli, Hamburg

## Unternehmensgeschichte
Das Architekturbüro wurde 1989 als Architekturbüro Jedrkowiak von Holger Jedrkowiak gegründet. Im Jahr 2013 ging daraus ABJ. Architekten hervor. 2023 wurde das Büro in abj Architekt:innen umbenannt. Geschäftsführer sind Maximilian Bülk und Holger Jedrkowiak.

## Projekte
Das Büro betreut deutschlandweit Planungsobjekte im Schul- und Wohnungsbau sowie auch Gewerbebauten. Die bekanntesten Projekte sind die historische Rindermarkthalle in St. Pauli, das Kaifu-Solebad in Eimsbüttel und die Gorch-Fock-Halle in Finkenwerder. Ein weiteres Beispiel ist die Berufsschule Lutterothstraße in Eimsbüttel, welche nach Plänen von Albert Erbe und Fritz Schumacher errichtet wurde.

## Veröffentlichungen
- Hamburgische Architektenkammer (Hg.): Architektur in Hamburg. Jahrbuch 2015/16, Junius Verlag, 2016, ISBN 978-3-88506-053-6
- Fritz-Schumacher-Institut (Hg.): Hamburger Staatsbauten | Fritz Schumacher, Band 3 (1920–1933), 2006, ISBN 3-937904-29-8
- Hildegard Kösters im Auftrag des BDA Hamburg (Hg.): BDA Hamburg Architektur Preis 2016: Die Baujahre 2014–2016, Dölling und Galitz Verlag, ISBN 978-3-86218-091-2

## Auszeichnungen
Sanierung der Rindermarkthalle, BDA-Preis Hamburg 2016, Würdigung